# Seututie 569
Pour les articles homonymes, voir Route 569.
La route régionale 569 (finnois : Seututie 569) est une route régionale allant de Kaavi jusqu'à Nilsiä à Kuopio en Finlande,,.

## Présentation
La seututie 569 est une route régionale de Savonie du Nord.